# 南郊街道 (锡林浩特市)
南郊街道，是中华人民共和国内蒙古自治区锡林郭勒盟锡林浩特市下辖的一个乡镇级行政单位。

## 行政区划
南郊街道下辖以下地区：
麦山社区、哈布塔盖社区和红山社区。